# Bucksturm

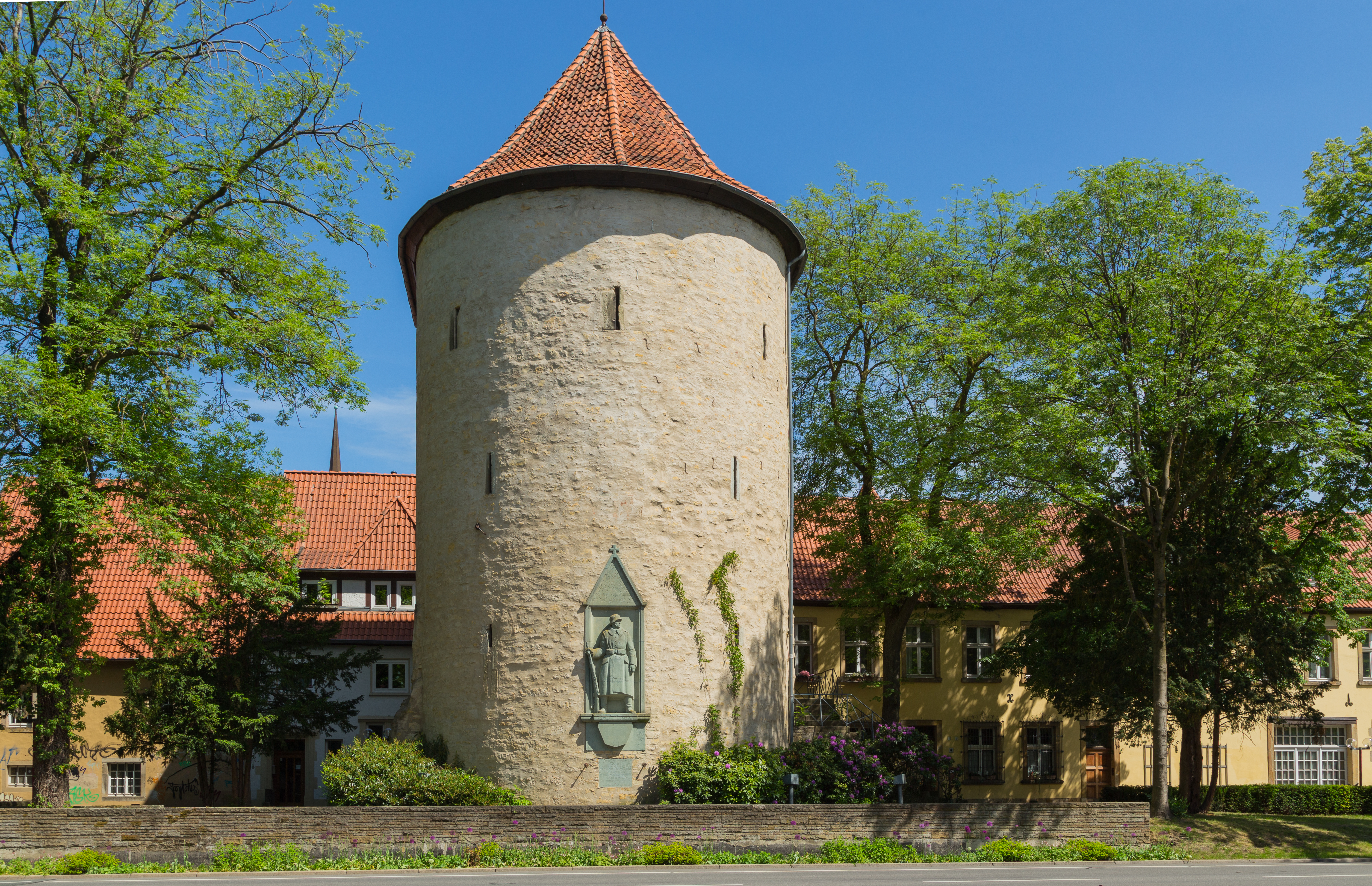
Der Bucksturm in Osnabrück

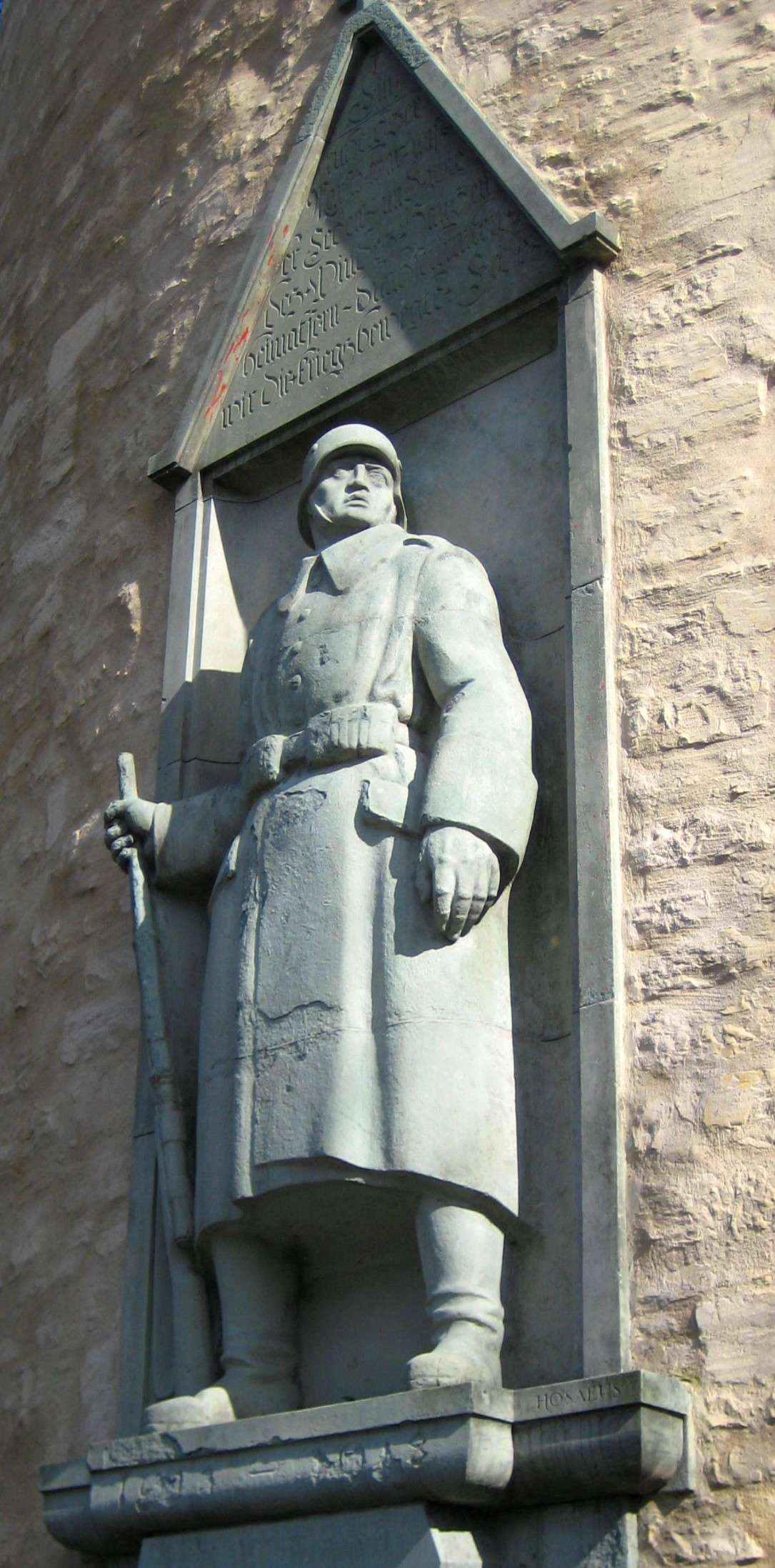
Kriegerdenkmal von 1922

Der Bucksturm (früher auch Bocksturm) ist ein unter Denkmalschutz stehendes Bauwerk in Osnabrück.
Der Turm mit halbrundem Grundriss wurde Anfang des 13. Jahrhunderts als Wachturm zwischen dem Heger Tor und dem Natruper Tor an der Osnabrücker Stadtmauer errichtet, die in diesem Abschnitt Bocksmauer hieß. Seinen Namen hat der Turm mit einem Durchmesser von 10,7 Meter angeblich nach einem Stein mit Bockskopf, der im nicht mehr bestehenden obersten Geschoss eingemauert gewesen sein soll.
Anhand seiner relativ kleinen Schießscharten kann man erkennen, dass der Turm nie für Kanonen, sondern lediglich für kleinere Handfeuerwaffen vorgesehen war. Im Mittelalter war im Turm das städtische Gefängnis untergebracht. Hier soll beispielsweise im frühen 14. Jahrhundert Graf Simon zur Lippe eingesessen haben. Johann von Hoya war von 1441 bis 1448 im so genannten Johanniskasten im zweiten Geschoss inhaftiert. Sechs aus Münster nach Osnabrück entsandte Prediger des Täuferreichs waren weitere Gefangene, ehe sie am 18. oder 19. Oktober 1534 nach Iburg in den Bennoturm des dortigen Schlosses Iburg gebracht wurden. Zusätzlich kam während der Hexenverfolgung im 16. und 17. Jahrhundert die Funktion einer Folterkammer hinzu. Heute zeigt der Turm eine Ausstellung über die Hexenverfolgung, jedoch sind keine Folterinstrumente mehr zu sehen, die noch Anfang des 20. Jahrhunderts vorhanden waren. Die ursprüngliche Höhe des Turmes betrug 28 Meter. 1805 mussten wegen Baufälligkeit rund zehn Meter abgetragen werden. Seither hat er vier Geschosse.
1922 wurde an der Westseite ein Kriegerdenkmal für die Soldaten des Infanterie-Regiments „Herzog Friedrich Wilhelm von Braunschweig“ (Ostfriesisches) Nr. 78 angebracht. Der Entwurf des Denkmals stammt von dem Bildhauer Hermann Hosaeus (1875–1958). Es wurde aus Anröchter Stein angefertigt und am 1. Oktober 1922 eingeweiht.